# John Thomson (politiker)
John Thomson, född 20 november 1780 i Kungariket Irland, död 2 december 1852 i New Lisbon i Ohio, var en amerikansk läkare och politiker. Han var ledamot av USA:s representanthus 1825–1827 och 1829–1837.
Thomson är begravd på New Lisbon Cemetery i Lisbon i Ohio.